# Бродова, Анна Ивановна
Анна Ивановна Бродова — советский хозяйственный, государственный и политический деятель.

## Биография
Родилась в 1917 году. Член КПСС.
С 1932 года — на хозяйственной, общественной и политической работе. В 1932—1986 гг. — ученица, наборщица типографии издательства «Янги-Фергана» в г. Коканде, инструктор политотдела Кокандского отделения железной дороги по комсомолу, завотделом Кокандского горкома комсомола, второй секретарь оргбюро ЦК ЛКСМ Узбекистана по Ташкентской области, секретарь Ташкентского горкома комсомола, начальник отдела кадров «Узбекбрляшу», директор республиканского Дворца пионеров, второй секретарь ЦК ЛКСМ Узбекистана, секретарь Ташкентского обкома, первый секретарь Куйбышевского райкома КП Узбекистана города Ташкента, секретарь Ташкентского горкома партии, инспектор Средазбюро ЦПСС, заместитель председателя Ташкентского облисполкома, министр бытового обслуживания населения Узбекской ССР.
Избиралась депутатом Верховного Совета Узбекской ССР 4-11-го созывов.
Умерла в Ташкенте в 1993 году, похоронена на Боткинском кладбище Ташкента.